# The Callisto Protocol
The Callisto Protocol é um jogo eletrônico de survival horror desenvolvido pela Striking Distance Studios e publicado pela Krafton. Foi lançado em 2 de dezembro de 2022 para Microsoft Windows, PlayStation 4, PlayStation 5, Xbox One e Xbox Series X/S. O jogo foi dirigido por Glen Schofield, conhecido por ser o cocriador da série Dead Space.

## Jogabilidade
The Callisto Protocol se passa em 2320 em uma colônia prisional chamada Black Iron, operada pela United Jupiter Company, e localizada em Calisto, um satélite de Júpiter. O jogador assume o papel de um prisioneiro chamado Jacob Lee (Josh Duhamel) mantido em Black Iron, que se encontra no meio de uma invasão alienígena que parece ter sido projetada pelo diretor da prisão.

## Desenvolvimento
O desenvolvimento de The Callisto Protocol começou a partir da formação da Striking Distance como um estúdio dentro da PUBG Corporation (agora PUBG Studios) em junho de 2019, sob a direção de Glen Schofield, que já havia cocriado a série Dead Space na Visceral Games. O estúdio foi criado para expandir o universo de PUBG: Battlegrounds criando um jogo focado em narrativa. Schofield disse que quando ele se encontrou com a PUBG Corporation, onde eles explicaram seu objetivo de expandir a narrativa de PUBG, ele já tinha o conceito de The Callisto Protocol em mente e trabalhou com eles para encaixar sua ideia em seu universo. No entanto, em maio de 2022, Schofield afirmou que o jogo havia crescido o suficiente para ter sua história própria e que não seria mais conectado ao PUBG, embora permaneçam pequenas referências para o último.
Schofield queria manter o jogo com base na realidade até certo ponto e, portanto, selecionou um local potencialmente colonizável por humanos como Callisto como cenário. A lua foi teorizada como tendo um oceano subterrâneo de água, que Schofield acreditava que poderia oferecer um mistério para vincular ao jogo.
Entre outros que trabalham no jogo estão Steve Papoutsis, que também codesenvolveu a série Dead Space e liderou a franquia após a saída de Schofield da Visceral; Scott Whitney, designer da série Dead Space; e Christopher Stone, o diretor de animação da franquia anterior. Dos 150 funcionários da Striking Distance, Schofield disse que cerca de 25 a 30 ex-colegas de trabalho da Visceral Games e Sledgehammer Games fazem parte da Striking Distance trabalhando em The Callisto Protocol. Vários jornalistas comentaram sobre semelhanças temáticas e de jogabilidade com a série Dead Space. Notavelmente, o jogo parece incluir o mesmo tipo de interface diegética que Dead Space usou por um indicador holográfico na parte de trás do pescoço do prisioneiro que indica seu estado de saúde e outros atributos para o jogador. Schofield disse que as comparações com Dead Space refletem em seu estilo de jogo, e enquanto ele ainda queria criar algo diferente, as alusões e inspiração de Dead Space caíram naturalmente de sua abordagem criativa. Em maio de 2022, foi anunciado que o ator Josh Duhamel fornecerá a voz e a captura de movimento para o protagonista Jacob Lee.
The Callisto Protocol foi projetado para os então atuais consoles de jogos eletrônicos, o PlayStation 5 e o Xbox Series X/S, além de outras plataformas. Schofield afirmou que sua intenção era "realmente tentar fazer o jogo mais assustador em plataformas de próxima geração" da mesma forma que Dead Space foi considerado em seu lançamento para o PlayStation 3 e Xbox 360. Ele afirmou que o jogo aproveitará as novas técnicas de iluminação e sistemas de áudio 3D oferecidos pelos novos consoles, bem como o feedback tátil que o controle DualSense do PlayStation 5 fornece, para criar uma imersão profunda para o jogador no jogo. A Krafton e a Striking Distance fizeram uma parceria com a Skybound Entertainment para o lançamento do jogo, pois a Skybound vê potencial para oportunidades de multimídia adicionais para o jogo.